# Isoplenodia degener
Isoplenodia degener là một loài bướm đêm trong họ Geometridae.